# Nazionale maschile di beach soccer del Kuwait
La nazionale di beach soccer del Kuwait rappresenta il Kuwait nelle competizioni internazionali di beach soccer.

## Rosa
Aggiornata a marzo 2011
| N. |                   | Ruolo | Calciatore         |
| -- | ----------------- | ----- | ------------------ |
|    | Kuwait (bandiera) | P     | Nawaf Hajiah       |
|    | Kuwait (bandiera) | A     | Yousef Alsaqer     |
|    | Kuwait (bandiera) | A     | Soud Alotaibi      |
|    | Kuwait (bandiera) | A     | Meshari Alhezami   |
|    | Kuwait (bandiera) | D     | Mubarak Alsuabaie  |
|    | Kuwait (bandiera) | D     | Abdulwahhab Alsafi |

| N. |                   | Ruolo | Calciatore        |
| -- | ----------------- | ----- | ----------------- |
|    | Kuwait (bandiera) | A     | Omar Aljaser      |
|    | Kuwait (bandiera) | A     | Abdulaziz Aleid   |
|    | Kuwait (bandiera) | A     | Ahmad Albuloushi  |
|    | Kuwait (bandiera) | D     | Salem Amaan       |
|    | Kuwait (bandiera) | P     | Khaled Alotaibi   |
|    | Kuwait (bandiera) | P     | Mohammad Ashknani |

Allenatore: Jali Al Juraid